# Francesc Subirats i Rosiñol
Francesc Subirats i Rosiñol (Mas de Barberans, 1953) és un polític català, alcalde de Mas de Barberans i senador per Tarragona en la VII Legislatura.
Militant del PSC-PSOE, ha estat alcalde de Mas de Barberans des de les eleccions municipals espanyoles de 1987 i membre del Consell Comarcal del Montsià fins a 2004. Fou escollit senador per la província de Tarragona per l'Entesa Catalana de Progrés a les eleccions generals espanyoles de 2000 en substitució de Joan Sabaté i Borràs. Va romandre al capdavant de l'alcaldia fins a les eleccions municipals espanyoles de 2007.